# Oldominion
Oldominion est un groupe de hip-hop constitué de plus de 30 artistes représentant du hip-hop du Nord-Ouest Pacifique des États-Unis.
Ses membres sont :

- Anaxagorus
- Avatar
- Azrael
- Barfly
- Bishop I
- Boom Bap Project (MC's Karim aka Nightclubberlang, Destro Destructo, and DJ Scene)
- Candidt, Chicharones (Josh Martinez and Sleep), Coley Cole, Destro, Dim Mak (MCs Bishop I, Gash, and Azrael; Producers: North Czar, Esoteric, and Bitz)
- D.J. CHANGO, Gash, Grayskul (Onry Ozzborn & JFK, Rob Castro; aka Reason, Fiddle Back Recluse and Phantom Ghost El-Topo)
- Hyena
- IAME
- JFK
- Karim
- Mako
- MYTH
- Mr Hill
- Nyqwil
- Onry
- Pale Soul
- PEGEE 13 (PG 13)
- Phrum L'sWhere
- ROCHESTER A.P. (R.I.P.)
- Sirens Echo (Syndel, Toni Hill)
- Sleep
- Smoke
- Snafu
- Syndel
- Toni Hill
- Tremor (Tremmor)
- XPERIENCE (XP)
- Zebulon Dak and some others.

Depuis leur premier album "One" en 2001, les membres du crew sortent constamment de nouveau albums, seul ou dans différents line-ups, créant des sous groupes dans le Oldominion crew.
En 2004 sort le second album d'Oldominions, "Negative One And A Half", une compilation de morceaux rares ou non sortis.
Les members du crew ont travaillé avec des rappeurs comme Ill Bill, Gift of Gab, Canibus, Aesop Rock, Mr. Lif, Abstract Rude, Slug, Aceyalone et des productuers comme Jake One, Vitamin D and Fakts One. Ils ont aussi partagé la scène avec  des artistes du Wu-Tang Clan, Jurrasic Five and Hieroglyphics.